# Hrabkov
Hrabkov est un village de Slovaquie situé dans la région de Prešov.

## Histoire
Première mention écrite du village en 1330.

## Démographie

### Évolution de la population
| Année:               | 1994. | 2004.   | 2014.   | 2024.   |
| -------------------- | ----- | ------- | ------- | ------- |
| Nombre de personnes: | 773   | 702     | 698     | 735     |
| Différence:          |       | -9,18 % | -0,56 % | +5,30 % |

| Année:               | 2023. | 2024.   |
| -------------------- | ----- | ------- |
| Nombre de personnes: | 716   | 735     |
| Différence:          |       | +2,65 % |